# Sphaerostephanos subcanescens
Sphaerostephanos subcanescens är en kärrbräkenväxtart som beskrevs av Holtt. Sphaerostephanos subcanescens ingår i släktet Sphaerostephanos och familjen Thelypteridaceae. Inga underarter finns listade.